# Chiesa del Sacro Cuore (Livorno)

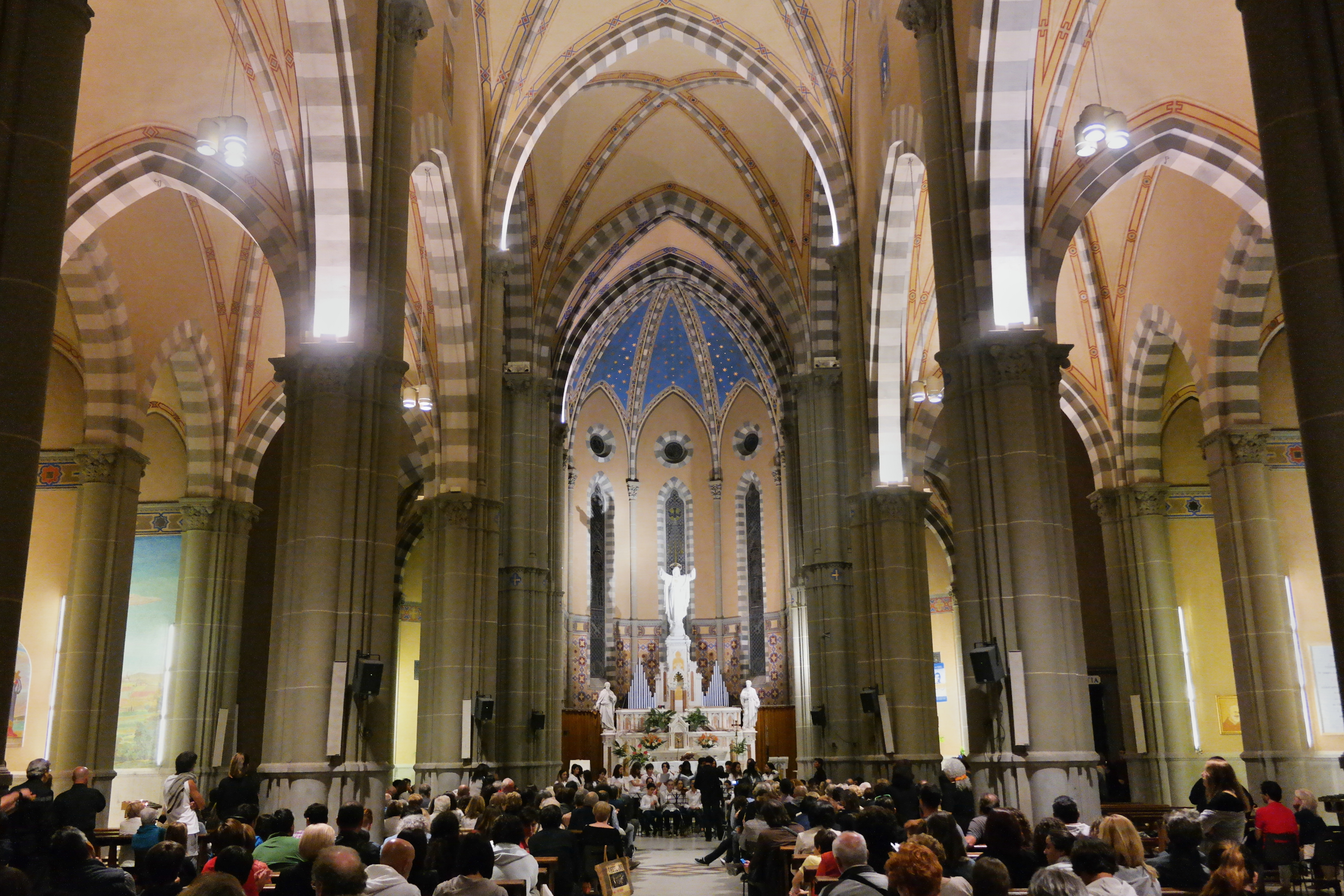
Interno

La chiesa del Sacro Cuore, affidata ai padri salesiani, si trova a Livorno, nel quartiere della Stazione.

## Storia
Nei primi anni del Novecento, i padri salesiani, fino ad allora ospitati in un edificio in via del Seminario, decisero di aprire una nuova e più vasta struttura nel quartiere che si andava costruendo nei pressi della stazione ferroviaria.
I terreni prescelti per la costruzione, di proprietà del cavalier Pannocchia, furono donati ai religiosi nel 1915 e nel medesimo anno cominciarono i lavori per la realizzazione dell'istituto.
I salesiani si trasferirono nel nuovo edificio nel febbraio del 1919, ma ancora non disponevano di una chiesa vera e propria; pertanto si rese necessaria la costruzione di un tempio che sostituisse la piccola cappella annessa all'istituto. La chiesa, progettata da Torello Macchia, fu iniziata nel settembre del 1919.
La chiesa venne benedetta il 3 novembre 1928 dall'allora vescovo di Livorno mons. Giovanni Piccioni alla presenza del rettor maggiore della congregazione salesiana don Filippo Rinaldi. La prima messa fu celebrata il giorno seguente, anniversario della fine della prima guerra mondiale, da don Tommaso Masera, direttore della comunità religiosa livornese. A lui è intitolato il largo antistante la chiesa.
Pochi anni dopo si registra l'ampliamento della casa dei salesiani, mentre nel 1932 la chiesa fu dichiarata parrocchia, distaccandosi quindi dalla pieve di San Martino in Salviano.
Sebbene danneggiata, la chiesa svolse la funzione di cattedrale fra il 1952 ed il 1953 dato che né il duomo e né la chiesa di Santa Maria del Soccorso erano agibili a causa delle distruzioni belliche della seconda guerra mondiale.

## Descrizione
La chiesa si inserisce in uno slargo lungo il viale Risorgimento, già viale Regina Elena.
In un anacronistico stile neogotico, sintomo delle influenze eclettiche del periodo, presenta una facciata a salienti ornata da cinque guglie alla sommità.
Il portale centrale, originariamente delimitato da un arco a tutto sesto, è sormontato da una lunetta ogivale con l'immagine del Cristo, realizzata solo nel dopoguerra; in alto invece si apre un grande rosone racchiuso in un arco a sesto acuto, mentre alcuni archi ciechi definiscono le ali laterali.
L'interno, a croce latina con abside poligonale, è articolato mediante pilastri a fasci che sorreggono le volte a crociera di ispirazione gotica; l'illuminazione naturale è affidata alla presenza di alcune finestre policrome poste in opera negli anni sessanta del Novecento.
A lato del tempio è presente un piccolo campanile a vela, in quanto la torre campanaria originariamente prevista non fu mai realizzata.